# 東京都立久留米西高等学校
東京都立久留米西高等学校（とうきょうとりつ くるめにしこうとうがっこう）は東京都東久留米市野火止二丁目にある東京都立高等学校である。略称は「くるにし」。

## 沿革
- 1973年
  - 10月20日 - 東京都立久留米西高等学校（全日制・普通科）設置決定
  - 11月1日 - 都立大山高校教頭・杉浦武が初代校長に着任。開設事務所を都立清瀬高校内に設置
- 1974年
  - 4月 - 清瀬高校を使用して授業開始
  - 7月29日 - 現在地に移転
- 1997年
  - 3月 - 校舎大規模改修竣工

## 設置学科
- 全日制課程 普通科

## 教育目標
「すすんで学び　すこやかで思いやりのある人を作ろう」
「進路実現100%」

## 特徴
平成16年度から18年度までの3年間「四大・短大・専門・ 就職への確実な進路保障をする進路開発型高校を目指す（DCプラン）」という学校の取り組みが評価され、東京都教育委員会の「重点支援校」として指定を受けている。

## 部活動
部活動は盛んに行われており、合計32もの部活がある。（2011年現在）
運動部
- 男子バスケットボール部
- 女子バスケットボール部
- 男子バレーボール部
- 女子バレーボール部
- バドミントン部
- ソフトテニス部
- 男子硬式テニス部
- 女子硬式テニス部
- 剣道部
- 柔道部
- 陸上部
- 野球部
- サッカー部
- ハイキング部
- ダンス部
- フットサル部
- 卓球部

文化部
- 演劇部
- ギター部
- パソコン部
- 吹奏楽部
- 生物部
- 箏曲部
- 写真部
- イラスト部
- 美術部
- 茶道部
- クッキング部

同好会
- 武蔵野研究部
- 文芸部
- 器械体操同好会
- 百人一首

## 著名な出身者
- 原日出子 - 女優
- NANAMI - ファッションモデル、堀北真希の実妹
- HI-D - ミュージシャン
- 阿部拓馬 - サッカー選手
- 梅内和磨 - サッカー選手
- 真島昌利 - ミュージシャン
- 宙也 - ミュージシャン
- 中川右介[1] - 音楽評論家・編集者
- 鈴木マナツ[2] - 漫画家

## 交通
- 西武池袋線清瀬駅 徒歩17分
- 西武バス
  - 清02・03系統：「竹丘南団地」下車、徒歩3分。
  - 武13系統：「東久留米総合高校」下車、西へ徒歩7分。
  - 武21系統：「久留米西高校入口」下車、徒歩5分。

なお、都立久留米高校の後身である都立東久留米総合高校も近く、徒歩10分足らずの距離にある。